# Aporoctena scierodes
Aporoctena scierodes är en fjärilsart som beskrevs av Edward Meyrick 1892. Aporoctena scierodes ingår i släktet Aporoctena och familjen mätare. Inga underarter finns listade i Catalogue of Life.